# Biantes minimus
Biantes minimus (лат.) — вид паукообразных из семейства Biantidae отряда сенокосцев. В ареал входят Сейшельские Острова (остров Маэ).

## Описание
Длина тела (без характерных для сенокосцев длинных ног) 0,9 мм. Цвет желтовато-оранжевый.
Обитают в листовой подстилке лесистой местности на высоте от 400 до 900 м.
МСОП присвоил таксону охранный статус «Вымирающие виды» (EN). Опасностью для популяции считается распространение инвазивных виды растений, особенно корицы (Cinnamomum verum).